# Ascorhynchus latipes
Ascorhynchus latipes är en havsspindelart som först beskrevs av Cole, L.J. 1906.  Ascorhynchus latipes ingår i släktet Ascorhynchus och familjen Ammotheidae. Inga underarter finns listade i Catalogue of Life.